# Зырянский сельсовет (Курганская область)
Зыря́нский сельсовет — упразднённые административно-территориальная единица и муниципальное образование  со статусом сельского поселения в Катайском районе Курганской области Российской Федерации.
Административный центр — село Зырянка.

## История
В соответствии с Законом Курганской области от 6 июля 2004 года № 419 сельсовет наделён статусом сельского поселения.
Законом Курганской области от 31 октября 2018 года N 124, Зырянский сельсовет был упразднён, а его территории с 17 ноября 2018 года включена в состав Верхнеключевского сельсовета.

## Население
| 1926 | 1989 | 2002 | 2010 | 2012 | 2013 | 2014 |
| ---- | ---- | ---- | ---- | ---- | ---- | ---- |
| 3092 | ↘936 | ↘843 | ↘639 | ↘613 | ↗619 | ↘613 |
| 2015 | 2016 | 2017 | 2018 | 2019 |      |      |
| ↗618 | ↘611 | ↗617 | ↗624 | ↘614 |      |      |

## Состав сельсовета
| № | Населённый пункт | Тип населённого пункта       | Население |
| - | ---------------- | ---------------------------- | --------- |
| 1 | Борисова         | деревня                      | ↘269      |
| 2 | Зырянка          | село, административный центр | ↘177      |
| 3 | Марай            | деревня                      | ↘167      |
| 4 | Окатова          | деревня                      | →6        |
| 5 | Чернушка         | деревня                      | ↗20       |